# Affaire Hemma Davy-Greedharry
L'affaire Hemma Davy-Greedharry est une affaire criminelle française dans laquelle Hemma Davy-Greedharry, 10 ans, a été enlevée le 30 mai 1987 à Malakoff, dans les Hauts-de-Seine. Son corps nu a été retrouvé sans vie un peu plus d'une heure plus tard à Châtillon,,. À ce jour, l'auteur de ce crime n'a pas été identifié.

## Biographie
Hemma Davy-Greedharry est née le 11 décembre 1976. Les parents d'Hemma sont d'origine mauricienne, elle est l'une de leurs trois filles. Son nom est aussi écrit « Hema Greedharry » ou « Hemadevi Greedharry »,. Sa mère s'appelle Leckranee. La famille habite boulevard de Stalingrad (RD62) à Malakoff dans les Hauts-de-Seine. Elle a de longs cheveux noirs. Elle a l'habitude de sortir seule dans la ville.

## Les faits et l'enquête
Le 30 mai 1987, la ville de Malakoff est en fête, pour l'inauguration des nouvelles installations du stade Marcel Cerdan.
Vers 15 h 15, Hemma se rend seule à la librairie du petit centre commercial du centre-ville, s'acheter une équerre. Son père lui donne 10 francs pour son achat. Le centre commercial n'est qu'à quelques centaines de mètres de chez elle. Hemma achète une équerre à la librairie. Sur le chemin du retour, elle est enlevée sur le boulevard de Stalingrad.
Vers 16 h 30, à Châtillon à l'intersection de la rue Jean-Mermoz et la rue Guynemer, le cadavre d'Hemma est retrouvé nu, en flammes, allongé sur le dos, près d'un camping-car, garé à l'extrémité d'un parking bordé d'une haie, au centre d'une cité HLM. Sur le sol, près de son corps quatre allumettes sont trouvées, dont une non-consumée. Les vêtements d'Hemma ne seront pas retrouvés.
L'autopsie établit qu'elle a été violée et étranglée. Du sperme est prélevé dans son vagin. Du sang de groupe A+ est trouvé sous les ongles de ses mains. Cet élément ne semble pas déterminant pour les enquêteurs, car c'est le groupe sanguin d'Hemma. Le produit utilisé pour mettre le feu à son corps est essentiellement constitué de styrène, un produit peu courant, utilisé que dans certaines professions spécifiques.
Sylvain Garant et Delphine des Villettes sont les avocats de la famille Greedharry,.
Quelques semaines plus tard, les enquêteurs font le rapprochement avec trois autres affaires dont le mode opératoire est similaire :
- l'affaire Virginie Delmas,
- l'affaire Perrine Vigneron,
- et l'affaire Sabine Dumont.

Les enquêteurs envisagent l'existence d'un tueur en série pédophile sévissant en Île-de-France.
En 1990, les enquêteurs examinent la culpabilité de Gérard Lebourg, qui sera condamné en 1992 pour l'enlèvement, le viol et l'assassinat de Delphine Boulay à Villerville en 1988. Il est établi qu'il n'était pas présent en région parisienne en mai et juin 1987.
En 1995, les enquêteurs soupçonnent Robert Black qui possédait une propriété en Dordogne. Mais il n'était pas présent en région parisienne en mai et juin 1987,,.
Le 15 janvier 1996, le parquet de Nanterre rend une ordonnance de non-lieu pour le meurtre d'Hemma. Le dossier d'instruction est classé et les scellés sont détruits.
Raymond Gouardo, mort en 1999 a séquestré, violé et torturé pendant 28 ans sa fille Lydia. Gouardo passionné par la boxe et admirateur de Marcel Cerdan, avait un ami qui habitait à Châtillon, à proximité de l'endroit où le corps d'Hemma a été retrouvé,. En tant qu'imprimeur, Gouardo utilisait du styrène et son groupe sanguin était A+.
Malgré le temps passé, il est envisageable aujourd'hui d'exhumer le corps d'Hemma pour effectuer des prélèvements, afin d'y trouver de l'ADN de son assassin.

## Documentaires télévisés
: document utilisé comme source pour la rédaction de cet article.
- En juin 1994 dans Témoin numéro 1 sur TF1.
- En 2002 dans Pièces à conviction sur France 3.
- « Affaire Sabine Dumont » le 7 mars 2010 dans Non élucidé sur France 2.
- « Les meurtres du printemps 87 » le 31 juillet 2014 dans Les faits Karl Zéro sur 13e rue, puis sur RMC Découverte, puis sur Crime District.